# Altöttinger Kapelle (Freising)

Altöttinger Kapelle am Eingang zur Altstadt

Die Altöttinger Kapelle ist eine Nebenkirche der Pfarrkirche St. Georg in Freising.

## Lage

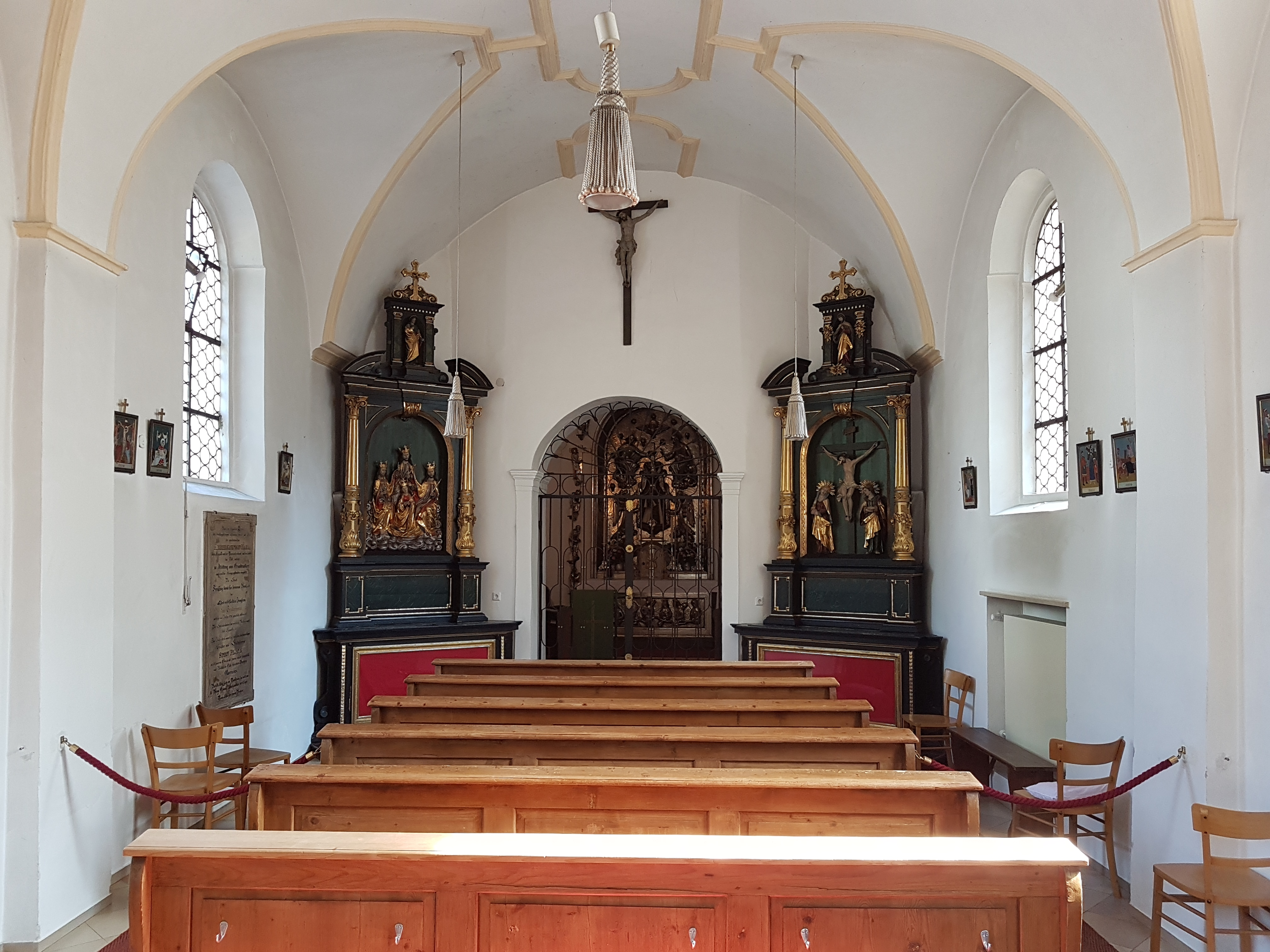
Blick auf die Altäre und den Raum des Gnadenbildes

Die Kapelle liegt unterhalb des Domberges am Zusammenfluss der Äußeren Moosach und der Wörthmoosach in der Nähe Mohrenbrunnens. Die Wörthmoosach fließt unter der Kapelle hindurch. 

## Geschichte

Gnadenchor der Altöttinger Kapelle

Vinzentinum mit Altöttinger Kapelle (rechts)

An Stelle des heutigen Vinzentinums mit Altöttinger Kapelle stand um 1580 das Bruderhaus, eine karitative Einrichtung des Mittelalters, das Alte und Bedürftige versorgte. In ihm befand sich eine Hauskapelle. Als der Freisinger Fürstbischof Veit Adam von Gepeckh dem Bruderhaus eine Kopie des Altöttinger Gnadenbildes überließ, wurde 1669 hierfür eine gesonderte Kapelle gebaut.
Der Raum der Kapelle, der achteckigen Gnadenkapelle von Altötting nachempfunden, wurde bereits vier Jahre später um einen Saalraum erweitert. Die Gewölbe- und Wandmalereien entstanden 1782, wurden jedoch stark überarbeitet. Das Mittelfresko zeigt die Verkündigung an die Gottesmutter Maria, die Wände Puttendarstellungen. Den versilberten Choraltar gestalteten Max Breitsameter und Christian Seibold. In der Nische steht, von Engel präsentiert, die bekleidete Kopie der Schwarzen Madonna aus der Gnadenkapelle in Altötting. Darüber ist ein Relief der göttlichen Dreifaltigkeit angebracht, darunter ist eine Ansicht der Gnadenkapelle von Altötting, des Freisinger Vinzentinums und des Dombergs zu sehen. Der rechte Seitenaltar birgt eine Kreuzigungsgruppe aus dem 17. Jahrhundert. Bemerkenswert ist die Darstellung der Krönung Mariens am linken Seitenaltar. Statt Antependien haben beide Altäre Glasfronten, hinter denen heilige Leiber liegen.
Nach dem Brand des benachbarten Bruderhauses im Jahr 1798 und der Auflösung des Hochstiftes Freising verfiel die Kapelle ab 1804 zusehends. Der Turm musste abgetragen werden und zeitweise diente der Bau als Pulvermagazin und Heulager. Der Freisinger Schlossermeister Johann Herzenfroh ersteigerte die Gnadenbild-Kopie und bewahrte sie fast 40 Jahre lang in seinem Haus auf.
Simon Plank, Subregens des Freisinger Priesterseminars und nachmalig Stadtpfarrer von St. Georg, erwirkte 1842 von der Stadt das Recht, die Kapelle wieder als Sakralraum nutzen zu dürfen. 1843 erwarb er Kapelle und Bruderhaus, ließ die Gebäude renovieren und einen neuen, zwiebelbekrönten Turm errichten; die Altöttinger Madonna kehrte in die Kapelle zurück. 1845 wurde die Kapelle wieder eingeweiht.

## Bedeutung
Die beiden oberbayerischen Städte Altötting und Freising sind in herausragender Weise mit der bayerischen Geschichte verbunden; beide waren schon seit der Agilolfingerzeit vom sechsten bis zum achten Jahrhundert politische und geistliche Zentren. Die Freisinger Kopie des Altöttinger Wallfahrtsmadonna bzw. -kapelle ist dennoch keine singuläre Erscheinung. So steht beispielsweise eine Altöttinger Madonna im Hochaltar von St. Lampert in Riedenzhofen. In Innichen in Südtirol im Pustertal steht eine Altöttinger Kapelle, zusammengebaut mit einer Leidenskapelle und einer Heilig-Grab-Kapelle. Im Münchner Dom gibt es eine Altöttinger Kapelle als Bruderschaftskapelle. Im Landkreis Eichstätt steht eine solche in  Mindelstetten. Weitere befinden sich in Österreich in Horn, in Pinswang im Chiemgau und in Landsberg am Lech. 1754 wurde im oberpfälzischen Pressath eine Altöttingkapelle errichtet. Sie dient mittlerweile der evangelischen Kirchengemeinde Grafenwöhr für die Feier der Gottesdienste.